# Palatální laterální aproximanta
Palatální laterální aproximanta je souhláska, která se vyskytuje v mnoha jazycích. V mezinárodní fonetické abecedě se označuje symbolem ʎ, číselné označení IPA je 157, ekvivalentním symbolem v SAMPA je L. Neodborně se v češtině někdy označuje jako měkké l.

## Charakteristika
- Způsob artikulace: aproximantní souhláska (aproximanta). Vytváří se přiblížením artikulačních orgánů, které je však menší než u frikativ, takže proudění vzduchu nevytváří tak výrazný šum.
- Místo artikulace: středopatrová souhláska (palatála). Špička jazyka se dotýká v oblasti tvrdého patra.
- Znělost: Znělá souhláska – při artikulaci hlasivky vibrují.
- Ústní souhláska – vzduch prochází při artikulaci ústní dutinou.
- Boková souhláska (laterála) – vzduch proudí převážně přes boky jazyka spíše než přes jeho střed.
- Pulmonická egresivní hláska – vzduch je při artikulaci vytlačován z plic.

Tato hláska patří mezi sonory, tj. má kromě šumové i tónovou charakteristiku.

## V češtině
V češtině se tato hláska nevyskytuje (pouze v některých moravských nářečích). 

## V jiných jazycích
- Ve slovenštině se hláska označuje jako „mäkké ľ“ (měkké l, tak často neodborně i v češtině) a zapisuje se písmenem <ľ>, např. ľahký (lehký),
- v chorvatštině se hláska zapisuje spřežkou <lj>, např. ljubav (láska),
- v makedonštině se zapisuje písmenem cyrilice <љ>, např. љубов (láska),
- v portugalštině se hláska zapisuje spřežkou <lh>, např. velho (starý),
- v provensálštině se zapisuje jako <lh> (ve středověkých textech mnoha způsoby, krom <lh> často např. <ill>), např. ve slově mulher (manželka),
- ve spisovné španělštině se hláska zapisuje spřežkou <ll>, např. llover (pršet), v mnoha dialektech se ale tato skupina vyslovuje jiným způsobem (tzv. yeísmo),
- stejná spřežka <ll> se používá také v kečuánštině (qallu - jazyk), galicijštině (ollo - oko) a ajmarštině (llaki - smutný), katalánštině (ull - oko),
- v italštině se hláska zapisuje spřežkou <gli>, např. paglia (sláma); před samohláskou se čte celá skupina jako [ʎ], na konci slova se čte [ʎi] (například fogli - listy papíru),
- ve skotské gaelštině se zapisuje spřežkou <ll>, např. ve slově till (vracet se).

Nářečně se vyskytuje v norštině a maďarštině.